# Callum Robinson
Callum Jack Robinson (* 2. Februar 1995 in Northampton) ist ein englisch-irischer Fußballspieler. Er entstammt der Nachwuchsabteilung von Aston Villa. Nach zwei Leihgeschäften bei Preston North End wechselte er im Sommer 2016 permanent zum Verein und erlebte dort seinen Durchbruch in der zweithöchsten englischen Spielklasse. Seit September 2022 steht er bei Cardiff City unter Vertrag.
Der Flügelspieler bestritt Länderspiele für diverse englische Juniorenauswahlen, wobei er zuletzt im Jahr 2015 für die U20 im Einsatz war. Im Frühjahr 2018 vollzog er den Wechsel zur irischen A-Nationalmannschaft. Seit September 2018 ist er Nationalspieler.

## Vereinskarriere

### Aston Villa
Der im zentralenglischen Northampton geborene Callum Robinson entstammt der Nachwuchsabteilung des Traditionsvereins Aston Villa aus Birmingham, zu der er bereits in Kindheitstagen stieß. Am 24. September 2013 gab er bei der 0:4-Heimniederlage gegen Tottenham Hotspur sein Debüt in der ersten Mannschaft, als er in der 82. Spielminute für Aleksandar Tonew eingewechselt wurde. Nachdem er in der Spielzeit 2013/14 den Durchbruch in der Reservemannschaft schaffte und ihm in 17 Ligaspielen elf Tore und fünf Vorlagen gelangen, wurde er zum Saisonende in die erste Mannschaft von Cheftrainer Paul Lambert befördert. Am 19. April 2014 (35. Spieltag) debütierte er beim 0:0-Unentschieden gegen den FC Southampton in der höchsten englischen Spielklasse, als er in der Schlussphase für Andreas Weimann eingewechselt wurde. In den verbleibenden vier Saisonspielen wurden ihm drei weitere Kurzeinsätze ermöglicht.

#### Leihe zu Preston North End
Nachdem er zu Beginn der Saison 2014/15 keine Rolle bei Aston Villa gespielt hatte, wurde er am 16. September 2014 für einen Monat auf Leihbasis zum Drittligisten Preston North End wechselte. Am 16. September 2014 (8. Spieltag) bestritt er beim 3:3-Unentschieden gegen den FC Chesterfield sein erstes Ligaspiel, als er in der 67. Spielminute für Paul Gallagher eingewechselt wurde. Robinson drang rasch in die Startformation vor und erzielte am 28. Oktober (Nachholungsspiel des 6. Spieltags) beim 2:0-Auswärtssieg gegen Leyton Orient sein erstes Saisontor. In der 1. Runde des FA Cups beförderte er seine Mannschaft gegen den Amateurverein Havant & Waterlooville mit einem Dreierpack in die nächste Runde. Nachdem er fünf Tore in 11 Pflichtspielen erzielt hatte, wurde er am 25. November 2014 von Villa zurückbeordert. Bei den Villans wurde er erneut wieder nicht berücksichtigt und am 2. Februar 2015 kehrte er als Leihspieler zu Preston zurück. In dieser Spielzeit 2014/15 absolvierte er 26 Ligaspiele für Preston North End, in denen er vier Tore und vier Vorlagen sammeln konnte und stieg mit der Mannschaft in die Football League Championship auf.

#### Leihe zu Bristol City
Am 7. August 2015 wechselte Callum Robinson auf Leihbasis für die gesamte Saison 2015/16 zum Zweitligisten Bristol City. Am nächsten Tag (1. Spieltag) bestritt er bei der 0:2-Auswärtsniederlage gegen Sheffield Wednesday sein Debüt, als er in der 69. Spielminute für Jonathan Kodjia eingewechselt wurde. Bei der 1:3-Auswärtsniederlage gegen Luton Town im League Cup 2015/16 am 11. August erzielte er sein erstes Tor. Nachdem er in den ersten Ligaspielen als Einwechselspieler eingesetzt worden war und sechs Einsätze absolviert hatte, wurde er anschließend vom Cheftrainer Steve Cotterill nicht mehr berücksichtigt. Das Leihgeschäft wurde am 2. Januar 2016 beendet.

### Preston North End
Drei Tage später wechselte er leihweise wieder zu Preston North End. Bei Preston wurde er umgehend wieder zu einem wichtigen Einwechselspieler. Am 23. Februar 2016 (33. Spieltag) erzielte er beim 2:1-Heimsieg gegen Charlton Athletic sein erstes Ligator. Für die Lilywhites bestritt er in der verbleibenden Spielzeit 14 Ligaspiele, in denen er zwei Tore erzielte.
Am 4. Juli 2016 wechselte Callum Robinson permanent zu Preston North End, wo er einen Dreijahresvertrag unterzeichnete. In seinem ersten Ligaspiel der Saison 2016/17 am 13. August 2016 (2. Spieltag) erzielte er bei der 1:2-Heimniederlage gegen den FC Fulham sein erstes Tor. Robinson war in dieser Spielzeit von Beginn an Stammspieler. Am 4. April 2017 (40. Spieltag) erzielte er beim 5:0-Heimsieg gegen Bristol City einen Doppelpack und bereitete zwei weitere Treffer vor. In dieser Saison bestritt er 40 Ligaspiele, in denen er zehn Tore erzielte und sechs Assists gab.
Am 24. Oktober 2017 unterzeichnete Robinson bei den Lilywhites einen neuen Dreijahresvertrag. Am 14. April 2018 (43. Spieltag) beim 2:1-Heimsieg gegen die Queens Park Rangers erzielte er seinen einzigen Doppelpack der Spielzeit. In dieser Saison 2017/18 kam er in 41 Ligaspielen zum Einsatz, in denen er acht Tore erzielte und sieben weitere Treffer vorbereitete.
Die nächste Spielzeit 2018/19 begann für ihn hervorragend und er hielt nach 14 Ligaspieltagen bereits bei sieben Toren. Am 24. November 2018 (18. Spieltag) erzielte er beim 4:1-Heimsieg gegen die Blackburn Rovers sein neuntes Saisontor, musste jedoch in der zweiten Halbzeit verletzt vom Platz gehen. Diese Oberschenkelverletzung zwang ihn in der Folge für dreieinhalb Monate zum Zusehen. Insgesamt absolvierte er in dieser Saison daher nur 27 Ligaspiele, in denen er aber 12 Mal traf und drei Vorlagen beisteuerte.

### Sheffield United
Am 12. Juli 2019 wechselte Callum Robinson für eine Ablösesumme, die nach Presseangaben zwischen 6 und 8 Millionen Pfund vermutet wurde, zum Premier-League-Aufsteiger Sheffield United, wo er einen Vierjahresvertrag unterzeichnete. Sein Debüt bestritt er am 10. August 2019 (1. Spieltag) beim 1:1-Unentschieden gegen den AFC Bournemouth. Am 4. Spieltag erzielte er beim 2:2-Unentschieden gegen den FC Chelsea sein erstes Tor im Trikot der Blades. In der nächsten Zeit fiel er jedoch aus der Startformation von Cheftrainer Chris Wilder und wurde bis Januar 2020 nur noch als Einwechselspieler eingesetzt.

### West Bromwich Albion
Am 29. Januar 2020 wechselte er auf Leihbasis bis Saisonende 2019/20 zum Zweitligisten West Bromwich Albion. Der Aufstiegsaspirant setzte seit seiner Ankunft auf ihn und unter Cheftrainer Slaven Bilić blühte er wieder auf. Bereits in seinem vierten Einsatz am 15. Februar 2020 (33. Spieltag) beim 2:2-Unentschieden gegen Nottingham Forest erzielte er ein Tor. Robinson bestritt 16 Ligaspiele für die Baggies und trug mit drei Toren und zwei Vorlagen zum Aufstieg der Mannschaft bei.
Am 9. September 2020 verpflichtete West Bromwich Robinson letztlich fest und stattete ihn mit einem Fünfjahresvertrag aus. Im Austausch zog es Albions Oliver Burke zu Sheffield United. Am 26. September 2020 (3. Spieltag) gelang ihm beim 3:3-Unentschieden gegen den FC Chelsea ein Doppelpack.

### Cardiff City
Anfang September 2022 gab der Zweitligist Cardiff City die Verpflichtung des 27-Jährigen bekannt.

## Nationalmannschaft
Robinson bestritt Länderspiele für die englischen U16, U17, U19 und U21 Nationalmannschaften.
Durch seine aus Monaghan stammende Großmutter ist er jedoch auch für die irische Nationalmannschaft spielberechtigt und vollzog im März 2018 den Wechsel zur FAI. Am 6. September 2018 absolvierte er bei der 1:4-Niederlage gegen Wales in der UEFA Nations League 2018/19 sein Debüt für die Boys in Green. Am 14. November 2019 erzielte er beim 3:1-Sieg im Freundschaftsspiel gegen Neuseeland sein erstes Länderspieltor.